# Ернст Штайніц
Ернст Штайніц (також Штейніц, нім. Ernst Steinitz; 13 червня 1871, Семяновиці, Сілезьке воєводство — 29 вересня 1928, Кіль, провінція Шлезвіг-Гольштейн, Вільна держава Пруссія, Веймарська республіка) — німецький математик.

## Життєпис
Народився у Верхній Сілезії у єврейській родині. Його батько Зигмунд Штайніц був торговцем вугіллям, мати — Августа Коен. Мав двох братів. 1890 року почав навчання в університеті в Бреслау, протягом 1891—1893 років навчався в Берлінському університеті, і здобув докторський ступінь після повернення в Бреслау 1894 року. Завершив освіту 1897 року в Технічному університеті Берлін-Шарлоттенбург (нині Берлінський технічний університет), де згодом був викладачем. 1910 року повернувся як професор Технічного університету в Бреслау, від 1918 року був як звичайним, так і почесним професором університету. Від 1920 року працював професором у Кільському університеті, де проводив семінари спільно з Отто Тепліцом та Гельмутом Гассе. 1928 року захворів на невиліковну хворобу серця і того ж року помер.

## Родина
Був одружений з Марією Штайніц (померла за часів нацизму), у шлюбі в них був один син, який у період нацизму емігрував до Палестини.

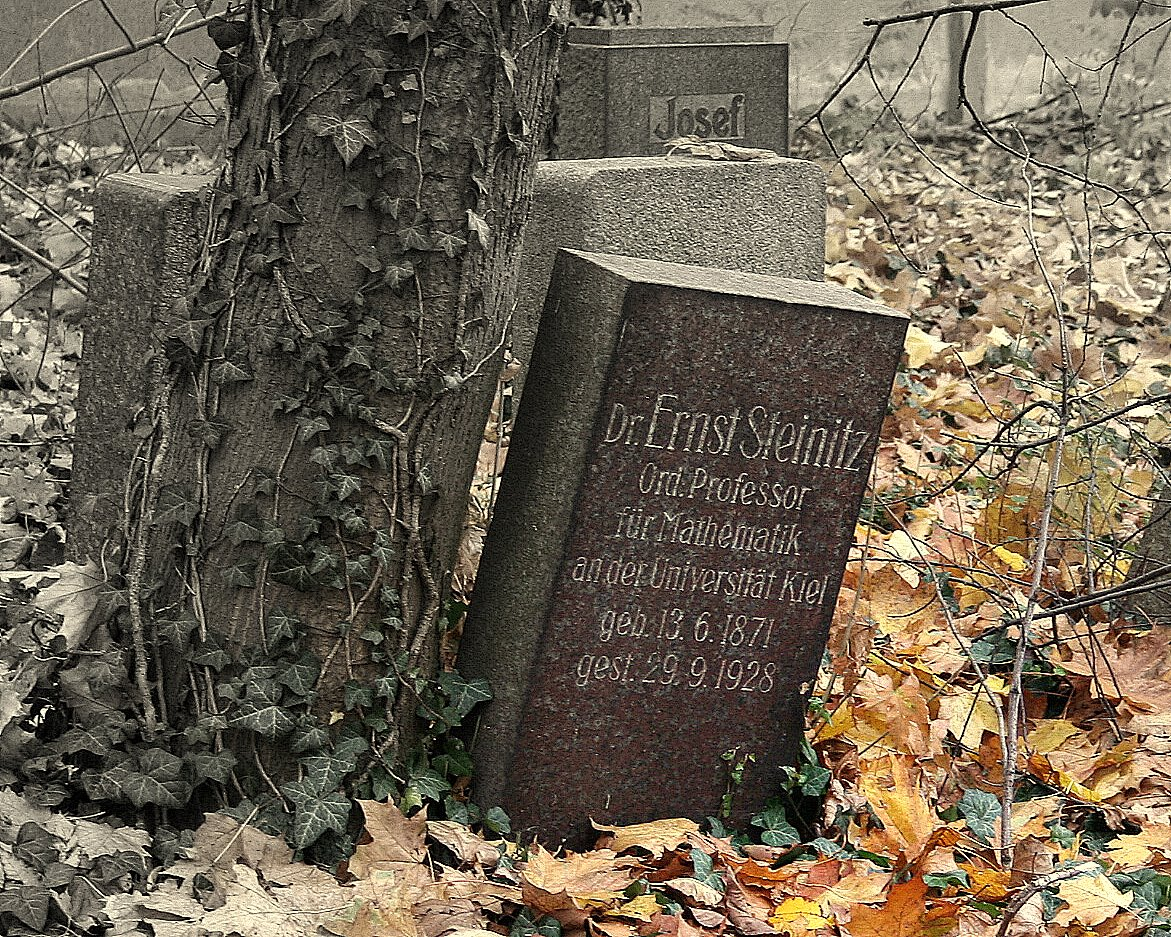
Могила Е. Штайніца на єврейському цвинтарі у Вроцлаві

## Внесок у науку
Основні праці — про теорію графів та топологію. Дисертація Штайніца 1894 року присвячена проєктивним конфігураціям; у ній він показав, що будь-який абстрактний опис структури з трьох ліній, які перетинаються в одній точці, і трьох точок на лінії можна реалізувати як конфігурацію прямих на евклідовій площині. Його дисертація містить також доведення теореми Кеніга для двочасткових графів, сформульоване в термінах конфігурацій.
1910 року опублікував німецькою мовою працю «Алгебрична теорія поля» в Журналі Крелле, в якій досліджував властивості полів і ввів визначення низки важливих понять, таких як характеристика кільця, досконале поле та ступінь трансцендентності скінченного розширення. Довів, що кожне поле має алгебричне замикання. Також зробив фундаментальний внесок у теорію многогранників: йому належить названа на його честь теорема Штайніца. Працю Штайніца в цій галузі — «Лекції з теорії многогранників з елементами топології» (нім. Vorlesungen über die Theorie der Polyeder unter Einschluss der Elemente der Topologie опубліковано посмертно 1934 року з коментарями Ганса Радемахера.